# 北投温泉
北投温泉（ほくとうおんせん）は、台北市北投区にある著名な温泉街で、新北投温泉ともいう。

## 泉質
北投温泉は、天然のラジウム泉として知られる。また硫黄の成分も多く、町には硫黄の臭気が漂う。源泉のpHは1.4-1.6の強酸性である。

## 歴史

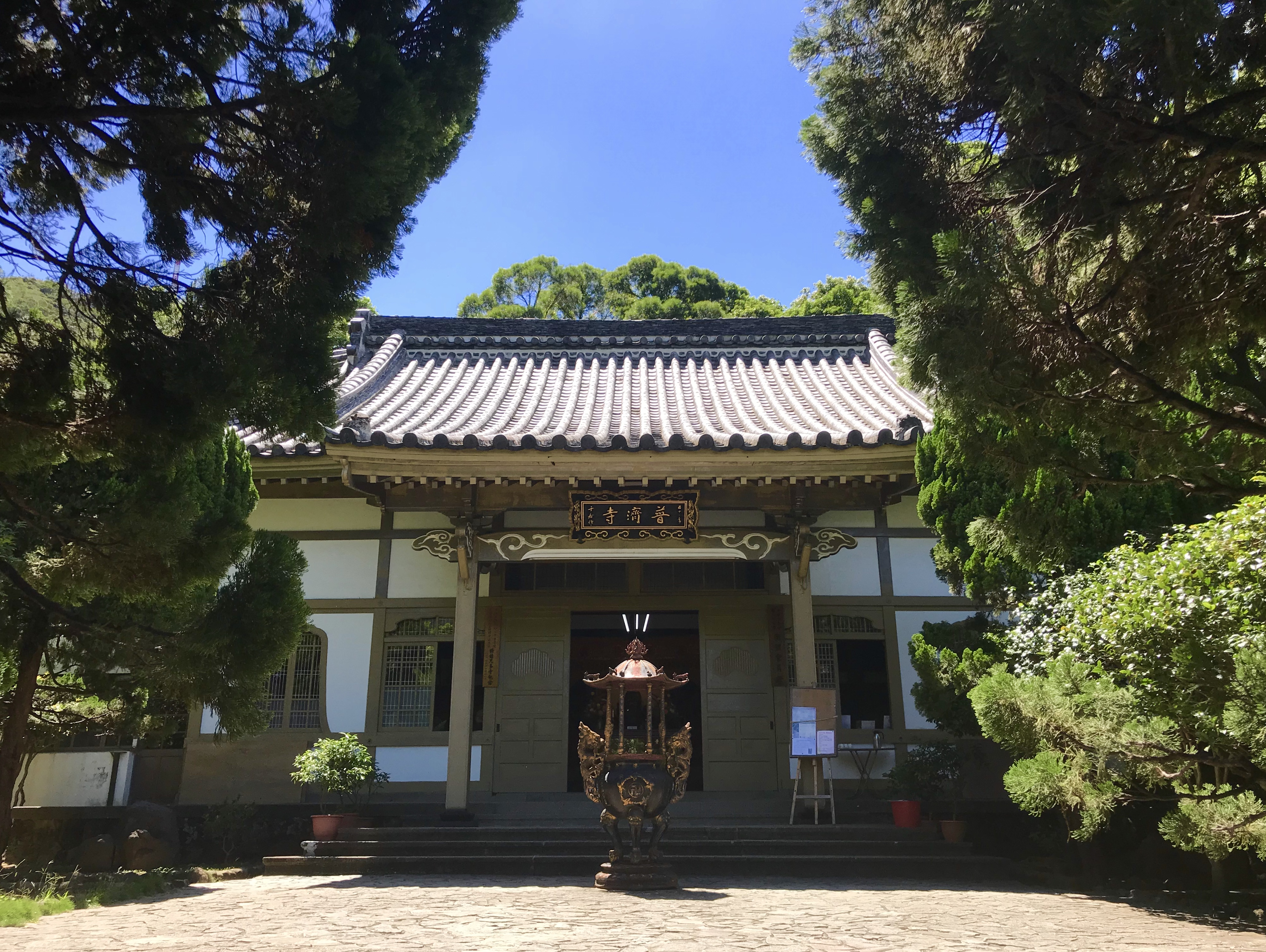
普済寺

この地は台湾原住民ケタガラン族の言葉で、巫女を意味する「パッタウ」の名で呼ばれていたが、台湾語で同音の「北投」と当て字された。
当地では硫黄が産出されるため大航海時代よりスペイン人が硫黄交易を行っていたが、清朝統治時代にも郁永河なる人物が硫黄を採集し、現在の士林で精錬を試みている。
1894年にドイツ人硫黄商人オウリー（Ouely）によって温泉の存在が流布され、1896年、大阪商人平田源吾が北投で最初の温泉旅館「天狗庵」を開業した。
その後、日露戦争の際に日本軍傷病兵の療養所が作られ、それ以降、台湾有数の湯治場として知られるようになった。
1905年、日本人学者岡本要八郎によって北投石が発見される。北投石は、微量のラジウムを含んだ湯の花が、何千年もの歳月をかけて石灰化したもので、世界では当地と日本国秋田県の玉川温泉でしか産出されない。当地にある共同浴場瀧乃湯の前で発見された。
また同年、「湯守観音」を祀る「鉄真院」（現普済寺）が創建される。
1913年、北投温泉公共浴場（現北投温泉博物館）が落成し、北投公園も完成する。
戦前は、モダンな建物が立ち並ぶハイカラな温泉街として知られ、1923年4月25日には台湾行啓中の皇太子裕仁親王（後の昭和天皇）も訪問した。
戦後、台湾が中華民国に帰属した後、中華民国政府は北投温泉を歓楽街として位置づけ、置屋の営業を認めた（公娼制度）。この為、国の内外から売春目的で北投温泉を訪れる観光客が集まった。
しかし、公娼制度は1979年に廃止され、また、当時台北市長だった陳水扁（第10・11代中華民国総統）の健全化政策により、北投温泉から置屋は消滅し、親子で楽しめるような観光地が復活した。
2010年12月、日本旅館「加賀屋」が「北投加賀屋」を開業した。

## 温泉街
新北投駅前から地熱谷にかけて、日本統治時代の面影が残る古い風情の温泉街が広がる。旅館やホテルなどが数多く存在するのが特徴。台北市中心部から気軽に行けるため、週末には多くの観光客が訪れる。
- 地熱谷
  - 地熱谷（英語版）（日本統治時代は地獄谷と呼称）は、高温の源泉があちこちから沸く池である。かつては地熱谷でゆでられた温泉卵が有名だったが、卵をゆでる際に池に転落する事故が絶えないため、今では全面的に禁止されている。
- 瀧乃湯
- 星乃湯（中国語版）
- 北投公園
- 北投温泉博物館
- 北投文物館（中国語版）
- 普済寺
- 不動明王寺

- 地熱谷（地獄谷）
- 北投温泉博物館
- 瀧乃湯
- 北投公園
- 北投日勝生加賀屋

## アクセス
台北捷運新北投支線 新北投駅（R22A）下車、またはバス。
陽明山方面へ行くロープウェイの建設計画がある。

## 舞台となった作品
※発表年月日順。
- カミカゼ野郎 真昼の決斗（1966年）- 主人公 (千葉真一) が敵の正体を突き止め、拳銃を撃ち合うシーン
- 花嫁のれん（2011年）
- テルマエ・ロマエ ネットでガチャガチャ（2012年）- プレイヤーが旅行（招待）する温泉の一つとして登場する